# Ostracion whitleyi
Ostracion whitleyi és una espècie de peix de la família dels ostràcids i de l'ordre dels tetraodontiformes.

## Morfologia
- Els mascles poden assolir 15,5 cm de longitud total.[5][6]

## Hàbitat
És un peix marí, de clima tropical i associat als esculls de corall que viu entre 3-27 m de fondària.

## Distribució geogràfica
Es troba des de les Hawaii fins a les Illes Marqueses i la Polinèsia central i oriental.